# Jean-Baptiste Bienvenu-Martin

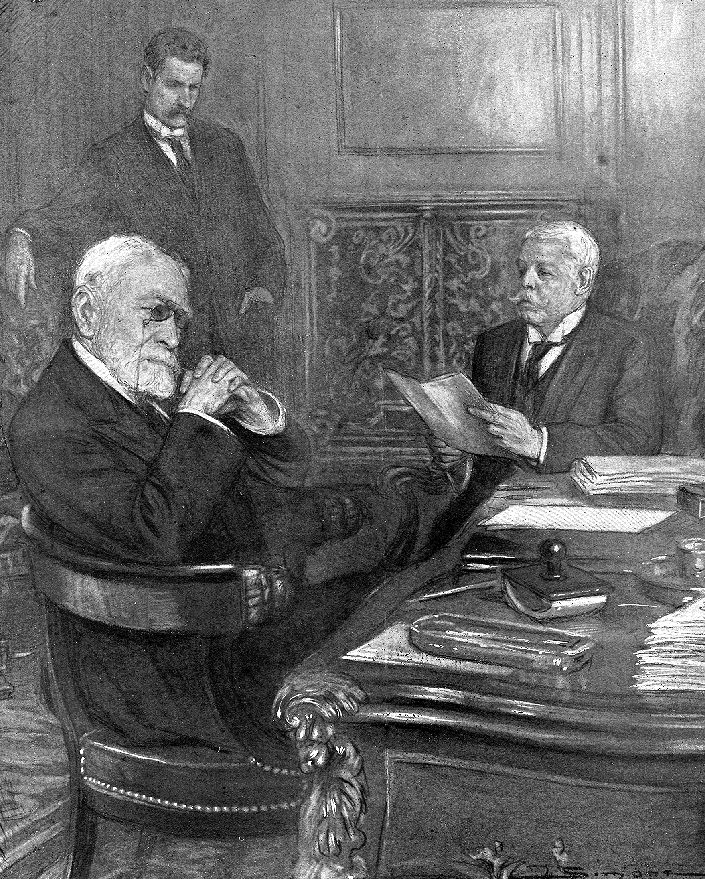
Jean-Baptiste Bienvenu-Martin, Philippe Berthelot und Wilhelm von Schoen.

Jean-Baptiste Bienvenu-Martin (* 22. Juli 1847 in Saint-Bris-le-Vineux, Département Yonne; † 10. Dezember 1943 ebenda) war ein französischer Jurist und Politiker in der Dritten Republik.

## Leben
In der Zeit zwischen 1905 und 1915 hatte Bienvenu-Martin verschiedene Ministerämter inne. Zunächst war er von 1905 bis 1906 Bildungsminister (genauer: Minister für öffentliche Bildung, schöne Künste und Religionen – Ministre de l’Instruction publique, des Beaux-arts et des Cultes). In dieser Funktion war er mit verantwortlich für die rechtliche Durchsetzung der Trennung von Staat und Kirche in Frankreich, die per Gesetz 1905 festgelegt wurde. 1913 übernahm Bienvenu-Martin das Justizministerium im Kabinett von Gaston Doumergue, 1914 bis 1915 das Arbeits- und Sozialministerium. Besondere Aufmerksamkeit erlangte er Ende Juli 1914, also zum Zeitpunkt der Zuspitzung der Julikrise, denn er vertrat René Viviani als Premierminister während dessen Reise nach Sankt Petersburg (mit Staatspräsident Raymond Poincaré).
Von 1909 bis 1940 vertrat er als Senator das Département Yonne. An der Sitzung der Nationalversammlung, auf der die erweiterten Vollmachten für Marschall Pétain beschlossen wurden und die das Ende der Dritten Republik bedeutete, nahm er nicht teil.